# Борис Сергинов
Борис Кирилов Сергинов е съвременен български художник и музикант.

## Биография

### Образование
Роден е на 14 май 1968 г. в Перник, живее в София. Завършва Средното художествено училище за изящни изкуства в София през 1987 г., а през 1994 г. – специалност „Живопис“ в Националната художествена академия.
През 2007 г. защитава дисертационен труд на тема „Традиционни и съвременни средства за визуализация в индустриалния дизайн“ и има присъдена от ВАК образователна и научна степен „доктор“.
През 2009 г. защитава научно звание „доцент“. Хабилитационен труд „Дизайн и компютърна графика в обществен интериор“, ВАК.
През 2016 г. защитава научно звание „професор“ (дизайн, интериорен дизайн) в НБУ.

### Художник авангардист
През 90-те години е един от най-известните български „неконвенционални“ художници с радикални, често провокативни изяви. Много от пърформансите му през 1990-те години са направени в партньорство с Габриела Петрова, напр. в софийската галерия „XXL“ или в рамките на фестивалите Sofia Underground.
Творческите му проекти са в областта на визуализацията в дизайна, интериорния дизайн, компютърната графика и колористика, пърформънса, инсталацията, фотографията, живописта, електронната живопис, стенописта, музиката и поезията.
Негови произведения и инсталации се съхраняват в колекциите на Националната художествена галерия в София, в Градската галерия на Перник, в колекциите на М-Тел, „Димонт“ и на Българско посолство в САЩ, в държавни и частни колекции във Финландия, Япония, Канада, Франция, Русия и т.н. Борис Сергинов участва в голям брой национални и общи изложби, изложения и фестивали.
Под псевдонима Бобо участва във вече несъществуващата пънк-група „Бобо, Тошо и Табаков“.
Творчески и кураторски изяви
- 2017 г. – Участие в Арт Базел Швейцария, ARTBOX.PROJECT Basel 1.0, 14 – 18 юни 2017
- 2017 г. – Проект към ЦФСР: „МАЙСКИ ДНИ НА ДИЗАЙНА“ – 2017
- 2017 г. – Изложба „Море в мола“, Галерия „ЕДНО“ – „МОНЕВ“, атриум на Сердика център, 22 юни – 6 юли 2017 г.
- 2017 г. – Междууниверситетска изложба „Послания в светлина“, съвместно с проф. д-р Орлин Дворянов и сдружение „Изкуство в действие“, Софийски университет „Св. Климент Охридски“, галерия „Алма Матер“, 22 май 2017
- 2017 г. – Изложба и междудепартаментен семинар съвместно с доц. Пламен Дойнов, д.н., доц. д-р Йордан Ефтимов и департамент „Нова българистика“ към НБУ – „Дада предметност в дизайна 2017 „DADA IS NOT DEAD“, 27 март – 3 април 2017 г.
- 2016 г. – Биоморфни форми 2016 ленд арт, пътуващ семинар, творчески работилници, 21.05 – 28 май 2016 г., с. Лозенец, х-л Амбелиц, местност Корал, част от „Майски дни на дизайна“ – НБУ Проект, финансиран от ЦСФР „Майски дни на дизайна“, с привлечено финансиране от външни източници
- 2015 г. – Изложба на сдружение „Изкуство в действие“, 25 авторски арт алтернативи, куратор – Орлин Дворянов, 22 октомври – 6 декември 2015, Софийски арсенал – музей за съвременно изкуство, бул. „Черни връх“ №2, София
- 2015 г. – Участие в международен кураторски проект на арт фондация Лучано Бенетон – „Imago mundi“, куратор Клаудио Скорети

и участие във Венецианското биенале същата година.....
Творчески и кураторски изяви между 2010 и 1988 г.
- Съвременно българско изкуство – обща изложба с творци от група ХХL, Виена, Австрия
- „Българският пейзаж като метафора“ – обща изложба с творци от група ХХL, организирана от Британския съвет в София
- „Социално изкуство от България“ – обща изложба с творци от група ХХL, „Дом Витгенщайн“, Виена, Австрия
- Международен пленер „Дунав АРТ“ 99
- Мултимедиен пърформънс с „Братя Лимбург“, в рамките на фестивал Sofia Underground, НДК, София
- Представяне на пърформънс и лекция за съвременното българско изкуство по покана на Артур Тайбер, галерия за Съвременно изкуство „Бункер Щуки“, Краков, Полша
- Водил международен обмен България-Германия „Мегаполис“
- Режисиране на пърформънс „Оригинали“ на К. Щокхаузен съвместно с проф. д-р Орлин Дворянов и „Изкуство в действие“, по поръчка на „Гьоте институт“ България
- Участие в представяне на 30 класически Флуксус пърформънса (Нам Джун Пайк, Йозеф Бойс, Бен Вотие, Йоко Оно, Алън Капроу и др.) с Бен Патерсън (Fluxus), Орлин Дворянов и Сдружение „Изкуство в действие“, „Галерия за чуждестранно изкуство“, София
- Представяне на авторски пърформънси на Бен Патерсън, съпровождащи голямата ретроспективна изложба на „Флуксус“ в София,
- Класически авангард от Германия Ленд арт „Ротация“ – международен обмен България, Франция, Холандия, с „Изкуство в действие“
- Представяне на мултимедиен пърформънс „Прелюбодеяние“, в рамките на фестивал Sofia Underground „Дни на културата“, НДК, София
- Представяне на съвременно българско изкуство в Галерия „Keravan Tademuseo“ – Фотографска инсталация, Хелзинки, Финландия
- Пребивава и работи в ателиетата „Cite Des Arts International“, Париж
- Самостоятелна изложба – живопис и инсталации, галерия Шипка 6, София
- Представяне на Съвременно френско изкуство, изпълнява инсталации „Сателити“ под личното ръководство на Жак Виейи

В същия период работи по създаването на множество интериори на обществени пространства, сред които параклис на УСБАЛО (съвместно със Станимир Божилов и екип), ресторант „Астрал“ (съвместно с Габриела Петрова и Светослав Писаров) и много други обекти.
Самостоятелни изложби
- 2009 „Политикономия на портрета“, Буларт Галерия, Варна[2]
- 2010 Компютърна графика и визуализация, видео представяне на филма „Садам“ – НДК, гр. София
- 2011 BG ETNO-TEXNO – компютърна визуализация, компютърна анимация и компютърна графика, акция в рамките на фестивала „София Даунтаун“, Дни на културата, НДК, гр. София
- 2012 „Балканите отиват към небето“ – Компютърна визуализация, графика, колористика, мултимедиен пърформанс, международен проект, НДК, гр. София
- 2013 Компютърна графика и визуализация, видео арт и инсталация „Hate“, галерия „Арт-алея“, гр. София.
- 2018 „Светът като супермаркет, живописта като полуфабрикат“ – живопис, колаж, дигитална живопис, принт върху ленено платно и коприна. Юзина Галери, София

### Музикант, фронтмен
- „Стримони блус екшан“ – 1987 г. с Кирил Сергинов, Росен Марковски и др.
- „Блус Рн +“ с Драган Милев (Дари)
- „Бобо, Тошо и Табаков“ – 1996 г. с Тодор Мирчев, Краси Табаков, Николай Табаков
- „Limbourg brothers“ със Свилен Стефанов

Албуми
- „Цветове по трънния венец“ – музика към пърформанси 1994 г.
- „Изпих си всичките пари“ – „Бобо, Тошо и Табаков“ 1996 г.
- „Песни за любовта“ – „Limbourg brothers“ – 1998 г.
- „Да нариташ културата“ – „Бобо, Тошо и Табаков“ и „Limbourg brothers“ 1999 г.

### Преподавателска дейност
Преподавал е в Свободната академия за изящни изкуства „Жул Паскин“ в София, в Средното художествено училище за приложни изкуства в София, в Софийския университет „Св. Климент Охридски“ (специалност „Педагогика на изящните изкуства“), в Националната художествена академия (специалност „Промишлен дизайн“).
От 2001 г. преподава „Съвременни средства за проектиране“ и „Дизайн на градската среда“ в департамент „Дизайн и архитектура“ на Нов български университет. От 2005 година е директор на магистърска програма „Моден дизайн на облеклото“ и бакалавърска програма „Интериорен дизайн“ в департамент „Пластични изкуства и архитектура“ на НБУ.
През 2009 г. за придобиването на научна степен „доцент“ защитава хабилитационен труд на тема „Интериорният дизайн и неговото проектиране чрез съвременни и класически методи.“
От 2011 г. е ръководител на департамент „Дизайн и архитектура“ в НБУ.
Член на Академичния съвет на НБУ и член на Факултетния съвет на Магистърски факултет от 2007 г.